# Wendelin Schmidt-Dengler

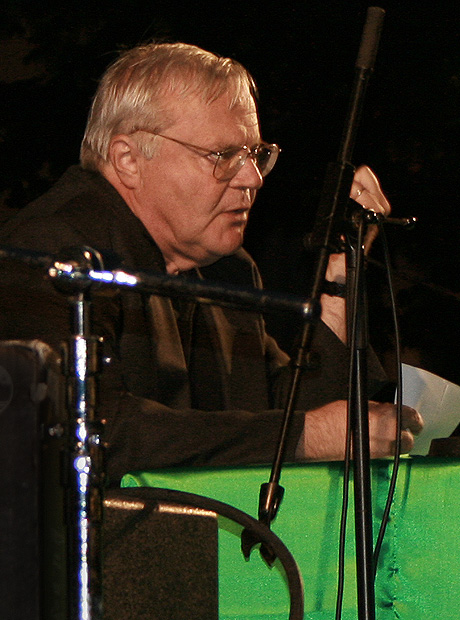
Wendelin Schmidt-Dengler (O-Töne 2007)

Wendelin Schmidt-Dengler (* 20. Mai 1942 in Zagreb; † 7. September 2008 in Wien) war ein österreichischer Literatur- und Sprachwissenschaftler. Schmidt-Dengler war Vorstand des Instituts für Germanistik der Universität Wien, Leiter des Literaturarchivs der Österreichischen Nationalbibliothek und Ehrenvorsitzender der Heimito von Doderer-Gesellschaft.

## Leben und Werk
Wendelin Schmidt-Dengler stammt aus einer altösterreichischen Familie, die im heutigen Kroatien ansässig war. Sein Vater besaß in Zagreb eine große Fleischfabrik. Nach dessen Enteignung durch das sich am Ende des Krieges neu formierende Königreich Jugoslawien wuchs Schmidt-Dengler 1944 bis 1948 in Weiz in der Steiermark auf, ehe er in Wien die Volksschule besuchte. Nach dem Schulbesuch im Wiener Gymnasium Stubenbastei studierte er Klassische Philologie und Germanistik an der Universität Wien und wollte ursprünglich Lehrer für die Fächer Latein und Deutsch werden. 1965 wurde er mit der Dissertation Stilistische Studien zu den Confessiones des Aurelius Augustinus zum Dr. phil. promoviert. 1974 folgte seine Habilitation Genius. Zur Wirkungsgeschichte antiker Mythologeme in der Goethezeit. Diese Mythologeme waren für ihn ein Schlüssel zum Verständnis der Literatur des 18. bis 20. Jahrhunderts, auf die er sich schließlich spezialisierte.
1966 wurde Schmidt-Dengler Assistent, 1980 Professor am Institut für Germanistik der Universität Wien. 1996 übernahm er die Leitung des auf seine Initiative hin gegründeten Österreichischen Literaturarchivs an der Österreichischen Nationalbibliothek, dem er die Nachlässe von österreichischen Autoren wie Ödön von Horváth, Hilde Spiel, Ernst Jandl und vielen anderen sowie Autographen von Egon Friedell bis Peter Handke sicherte. Zusätzlich nahm Schmidt-Dengler Gastprofessuren in Pisa, Neapel, Klagenfurt, Salzburg, Graz und Stanford wahr.
Schmidt-Dengler befasste sich vor allem mit der österreichischen Literatur des 19. und 20. Jahrhunderts und mit der deutschen Literatur des 18. Jahrhunderts, verstand sich selbst aber als die „gesamte deutschsprachige Literatur seit der Aufklärung abdeckend“.
Dazu kamen auch Beiträge zur Antikenrezeption seit dem Humanismus.
Als wissenschaftlicher Leiter des Thomas-Bernhard-Privatarchivs edierte er die Werke Thomas Bernhards. Schmidt-Dengler hat Erzählungen und mehrere Bände Tagebücher von Heimito von Doderer sowie Werkausgaben von Fritz von Herzmanovsky-Orlando, Albert Drach und Thomas Bernhard in kommentierten werkkritischen Ausgaben herausgegeben.
Sein Interesse am Sport machte ihn auch in Bevölkerungsschichten bekannt, die wenig Berührungspunkte mit der Literaturwissenschaft hatten. Häufig war er in Fußballstadien anzutreffen, deren Funktion er mit jener des griechischen Theaters verglich, in dem das Publikum Spannungen auf- und abbauen konnte.
Schmidt-Dengler war von 1992 bis 1996 erster Präsident der Österreichischen Gesellschaft für Germanistik.
Am 7. September 2008 erlag Schmidt-Dengler einer Lungenembolie. Er wurde auf dem Wiener Zentralfriedhof (Gruppe 62B, Reihe 20, Nummer 30) bestattet.

## Auszeichnungen
- 1968: Theodor-Körner-Preis
- 1978: Förderpreis der Stadt Wien
- 1979: Kardinal-Innitzer-Förderungspreis für Geisteswissenschaften
- 1994: Österreichischer Staatspreis für Literaturkritik
- 1997: Preis der Stadt Wien für Geisteswissenschaften
- 2002: Goldenes Ehrenzeichen für Verdienste um das Land Wien
- 2007: Wissenschaftler des Jahres[6]
- 2007: Internationaler Preis „Europas Literaturkathedralen“
- 2008: Julius-Campe-Preis

## Publikationen

### Einzelpublikationen
- Stilistische Studien zum Aufbau der Konfessionen Augustins. Wien 1965, OCLC 494359923 (Dissertation Universität Wien, 1965).
- Genius. Zur Wirkungsgeschichte antiker Mythologeme in der Goethezeit. Beck, München 1978, ISBN 3-406-03916-2 (Habilitationsschrift Universität Wien, 1974, unter dem Titel: Genius: ein Beitrag zur Wirkungsgeschichte antiker Mythologeme in der Goethezeit. ÖNB Hauptabt. Heldenplatz).
- Eine Avantgarde aus Graz. Carinthia, Klagenfurt 1979.
- mit Martin Huber (Hrsg.): Statt Bernhard. Über Misanthropie im Werk Thomas Bernhards. Österreichische Staatsdruckerei, Wien 1987, ISBN 3-7046-0082-2.
- Bruchlinien. Vorlesungen zur österreichischen Literatur 1945–1990. Residenz, Wien/ Salzburg 1995.
- Der Übertreibungskünstler. Studien zu Thomas Bernhard. Sonderzahl, Wien 1997.
- Der wahre Vogel. Sechs Studien zum Gedenken an Ernst Jandl. Edition Praesens, Wien 2001.
- Nestroy. Die Launen des Glückes. Zsolnay, Wien 2001.
- Ohne Nostalgie. Zur österreichischen Literatur der Zwischenkriegszeit. Böhlau, Wien/ Köln/ Weimar 2002, ISBN 3-205-77016-1.

Dazu kommen etwa 400 Publikationen in Zeitschriften und Sammelbänden (1964 bis 2004).
- Literarische Außenseiter: Friedrich Hölderlin, Franz Kafka. Hörbuch-CD und Begleitheft, 74 Minuten (= Edition Radio-Literatur), ORF Ö1, Wien 2006, ISBN 3-901846-73-5.
- Gerald Sommer (Hrsg.): Jederzeit besuchsfähig. Über Heimito von Doderer. C. H. Beck, München 2012, ISBN 978-3-406-63852-7.

### Wissenschaftliche Reihen (Herausgeberschaft)
- Wiener Arbeiten zur Literatur. Braumüller, Wien 1984–2008.
- Zur neueren Literatur Österreichs. Braumüller, Wien 1995–2008.

### Herausgeberschaft
- Erasmus von Rotterdam: Erasmus von Rotterdam, Das Lob der Torheit. Darmstadt 1975.
- mit Gerhard Renner: Buchforschung und Literaturgeschichte: Festschrift für Murray G. Hall zum 60. Geburtstag. Edition Praesens, Wien 2007, ISBN 978-3-7069-0476-6.
- mit Andreas Weber: Als ich einmal Harreither in der Dusche interviewte. 11 Texte zum österreichischen Fußball. Otto Müller Verlag, Salzburg 2008.
- mit Peter Engelmann und Michael Franz: Weimarer Beiträge – Zeitschrift für Literaturwissenschaft, Ästhetik und Kulturwissenschaften.
- mit Martin Huber: Thomas Bernhard: Werke in 22 Bänden. Suhrkamp Verlag, Frankfurt am Main 2003 ff.

## Vortragsvideo
- 80-minütiger Vortrag von Wendelin Schmidt-Dengler im Rahmen der Ringvorlesung „Österreich nach dem Ende des Kalten Krieges“ (Sommersemester 2007), Universität Wien (hohe Auflösung, niedrige Auflösung).